# Еліо ді Рупо
Еліо ді Рупо (фр. Elio Di Rupo; нар. 18 липня 1951, Морланвельз, провінція Ено, Бельгія) — бельгійський політик, прем'єр-міністр Бельгії з 6 грудня 2011 року до 11 жовтня 2014, лідер франкофонської Соціалістичної партії, мер Монса у 2000—2011 роках.

## Біографія
Народився у багатодітній родині іммігрантів з Італії; батько помер, коли Еліо був один рік. Ді Рупо закінчив Університет Монс-Ено за спеціальністю «хімія», згодом захистив дисертацію з хімії та працював в університеті за спеціальністю.
Після чергової поразки Соціалістичної партії на виборах 1999 року був обраний її лідером. Того ж року вперше став міністром-президентом Валлонії (займав посаду до 2000 року). З 2000 — мер Монса. У 2005—2007 роках знову був міністром-президентом Валлонії; вийшов у відставку з цього посту після перевиборів лідера партії, незадовго до яких попередній лідер соціалістів закликав його обрати між партійною та адміністративною діяльністю. На парламентських виборах 13 червня 2010 року його партія зайняла друге місце за кількістю голосів і депутатських мандатів. 16 травня 2011 року, після 337 днів перемовин про створення уряду Бельгії, король Альберт II доручив його формування ді Рупо. Очікується, що до нового складу кабінету увійдуть обидві соціалістичні партії країни (франкофонів та фламандців), ліберальний франкофонський Реформаторський рух, партія Відкриті фламандські ліберали і демократи та партія зелених франкофонів Еколо.

## Приватне життя
З 1996 року не приховує свою гомосексуальність. 6 серпня 2010 року до редакції фламандського телеканалу ВТМ надійшов лист із погрозами в адресу Еліо ді Рупо від ісламістів. В анонімному листі було написано: «У майбутній мусульманській державі, якою є Бельгія, гомосексуал не може бути прем'єр-міністром». Автор листа попередив, що Еліо ді Рупо чекає «неминуча смерть», якщо він не відмовиться від амбіцій стати прем'єр-міністром.
Також заявляє про свій атеїзм та приналежність до масонів.
Ді Рупо відомий тим, що завжди носить червоний бант-метелик або червоний шарф.